# Río Uh
El río Uh (ucraniano, Уж, transliterado como Uzh; eslovaco, Uh; húngaro, Ung; polaco, Uż) es un río en Ucrania y Eslovaquia. Su nombre viene de la palabra en dialecto eslavo occidental antiguo už, que significa "serpiente", (lat. "Serpentes").
Tiene 127 km de largo de los que 21,3 km están en Eslovaquia. Desagua en el río Laborec cerca de la ciudad de Drahňov en el distrito de Michalovce (okres).
La ciudad ucraniana de Úzhgorod y el castillo Nevitske, semiarruinado, se encuentran situados junto al Uzh. El río forma parte de la frontera eslovaco-ucraniana durante alrededor de 1,5 km cerca del pueblo de Pinkovce.